# ホルツミンデン郡
ホルツミンデン郡 (ドイツ語: Landkreis Holzminden) は、ドイツ連邦共和国ニーダーザクセン州南部に位置する郡。この郡は、西はノルトライン＝ヴェストファーレン州ヘクスター郡およびリッペ郡、北はハーメルン＝ピルモント郡およびヒルデスハイム郡、東と南はノルトハイム郡と境を接する。2023年12月31日時点の本郡の人口は、70,706人である。

## 歴史
ホルツミンデン郡は1832年10月12日にブラウンシュヴァイク公ヴィルヘルムの定めにより成立した。当時の郡行政下にはアムト・ホルツミンデン、アムト・エッシャースハウゼン、アムト・シュタットオルデンドルフ、アムト・オッテンシュタインが属していた。1850年頃にブレーメン近郊のアムト・テディングハウゼン（その後ブラウンシュヴァイク郡を経て、現在はフェルデン郡に属す）もホルツミンデン郡の管轄下に編入された。1941年にこの郡はブラウンシュヴァイク州（1933年からはラント・ブラウンシュヴァイク）からプロイセン王国のハノーファー州に移され、ボーデンヴェルダーおよびペーゲストルフ付近にまで拡大された。
1973年1月1日に施行された地域再編により、ブレフェルデ、ハインゼン、マイボルセン、ポレ、ファールブーフ、ラウエンフェルデ、ノイハウス・イム・ゾリング、ジルバーボルン（最後の2つはノルトハイム郡から）が、1974年3月1日にはデリクゼン、アンメンゼン、カイエルデ、ヴァリヒゼンが加わった一方、ベッシンゲン、ビスペローデ、ハルデローデがハーメルン＝ピルモント郡へ、ブルンクエンゼン、リュトゲンホルツェンがヒルデスハイム郡へ移管された。
1977年6月28日の行政改革・地域再編によって廃止されたアルフェルト郡からコッペングラーヴェ、ドゥインゲン、ホイエルスハウゼン、マリーエンハーゲン、ヴェーンゼンがホルツミンデンに編入された。これらの町村は1981年にヒルデスハイム郡に移管された。
1978年から2004年までホルツミンデン郡はハノーファー行政管区に属していた。
2009年3月23日にザムトゲマインデ・ポレとザムトゲマインデ・ボーデンヴェルダーの議会が合併し、2010年1月1日に新しいザムトゲマインデ・ボーデンヴェルダー＝ポレが成立した。また、2009年10月12日にはザムトゲマインデ・エッシャースハウゼンとザムトゲマインデ・シュタットオルデンドルフの議会が合併して、2011年1月1日にザムトゲマインデ・エッシャースハウゼン＝シュタットオルデンドルフが成立した。

## 文化と見所
郡内には多くの見所がある。
- ヴェーザールネサンス様式の城館であるベーヴェルン城、フュルステンベルク城、ハーレン城
- アーメルングスボルン修道院、ケムナーデの修道院
- エッシャースハウゼンのヴィルヘルム・ラーベの生家
- シュタットオルデンドルフ近郊のホムブルク城趾
- フュルステンベルク・陶磁器博物館
- ボフツェンやグリューネンプランのガラス博物館
- ボーデンヴェルダーのミュンヒハウゼン博物館

などである。
ホルツミンデン市立ホールやベーヴェルン城では定期的にレベルの高いコンサートシリーズが開催されている。単発のコンサートは郡内の様々な町で開催される。ホルツミンデン文化協会はホルツミンデン市立ホールで演劇の上演も行っている。ベーヴェルン城、シュタットオルデンドルフの旧市庁舎やその他の町でも定期的に芸術の展示がなされている。2年ごとに、聖霊降臨祭に開催されるホルツミンデン国際街頭演劇祭は、ヴェーザーベルクラント地方の文化的なピークの一つである。
郡内には以下の古代遺跡がある。
- ラウエンフェルデ近郊の墳丘墓
- ローテシュタイン洞窟
- シュタットオルデンドルフ近郊のホムブルク城趾
- ネーゲンボルン近郊のエーファーシュタイン城趾
- ハイエン近郊ハイルゲン・ベルクの教会
- ボーデンヴェルダーの教会前にある十字架石

## 行政

### 議会
ホルツミンデン郡の郡議会は42議席からなる。2016年に行われた選挙結果の政党別議席数は以下の通り。
- SPD: 14議席
- CDU: 12議席
- FDP: 6議席
- Grüne: 5議席
- AfD: 2議席
- UWG: 2議席
- Die Linke: 1議席

### 郡長
行政改革・地域再編がなされた1973年以後の郡長を列記する。
- 1973 - 1981: マルタ・ヴェルネッケ (SPD)
- 1981 - 1985: ブルーノ・ブランデス (CDU)
- 1991 - 2001: ハインツ・ザッシン (SPD)
- 2001 - 2011: ヴァルター・ヴァシュケ (SPD)
- 2011 - 2019: アンゲラ・シュルツェベルク (SPD)
- 2019 - : ミヒャエル・シューネマン（無所属）

### 紋章と旗
ホルツミンデン郡は1950年7月24日にニーダーザクセン州内務大臣により、以下の紋章を使用することを認められた。
図柄: 青地で、左右に横切る銀の川の上に向かって左を向きの怒る銀の（エーファーシュタインの）獅子、金の爪と冠を有し、赤い舌を見せている。
青 - 銀の配色はエーファーシュタイン伯の色である。エーファーシュタイン伯の獅子が描かれているが、これは現在のホルツミンデン郡地域にエーファーシュタイン伯が歴史上深く関与していることに由来する。エーファーシュタイン伯はこの地域の裁判権を行使し、市場開催権や市民権を所有し、ヴェーザー川を渡る通行権をも有していた。銀の波帯は、この郡の最も重要な川であるヴェーザー川の流れを示している。
旗: 本郡の旗は青と白に上下に染め分けられている。

### 地域共同活動
ホルツミンデン郡はニーダーザクセン州とノルトライン＝ヴェストファーレン州との間に位置しており、上級中心地の共同体には属していない。しかし、本郡は近隣の自治体と密接な共同活動を行っている。1992年から南ニーダーザクセン地域連合 (Regionalverband Südniedersachsen) や南ニーダーザクセン地方連合 (Landschaftsverband Südniedersachsen) に属している。2000年からはハーメルン＝ピルモント郡およびシャウムブルク郡とともにヴェーザーベルクラント地方の名の下に地域開発共同体を形成している。この共同体は地域開発コンセプトに基づいて、一連の重要なプロジェクトを共同で、あるいは協調を図りながら推進している。さらにハーメルンに本部を置くヴェーザーベルクラント・ツーリズムスe.V.にも加盟している。

### 姉妹地域
- グウブジツェ郡（ポーランド、オポーレ県）1955年に前身の旧ドイツ東部領地レオプシュッツ郡と締結した姉妹郡協定に基づいて、2003年に再度締結された。
- アッシャースレーベン＝シュタスフルト郡（ドイツ、ザクセン＝アンハルト州）1990年

## 経済と社会資本

### 経済
中低山地に位置する結果として、ホルツミンデン郡は森林占有率が平均以上であり、農耕地が比較的少ない。手元にある地下資源（砂岩、石灰岩、石膏）や燃料としての木材が、早くから企業や工場の成立を促進した。特に18世紀のブラウンシュヴァイク時代の上級宮廷狩猟官ヨハン・ゲオルク・フォン・ランゲンの在任中、工業化が推進された。グリューネンプランのショットやPorzellanmanufaktur Fürstenbergが当時設立された。現在のホルツミンデン郡は、ニーダーザクセン州の全の郡の中で、製造業種への就業率が最も高い事が知られている。これに対してサービス業への就業率は平均以下である。最も重要な産業分野は、ホルミンデンの香味料産業、陶磁器やガラス生産、電子技術産業、機械製造、石膏関連産業である。これらの企業の中には国内外で重要な企業も含まれている。郡内最大の雇用主は、シムライズ（香料生産）、Stiebel Eltron（エネルギー関連システム）である。
観光業にとって好ましい条件を備えているが、これまでは平均以下の発展しか果たしていない。観光の中心は、ゾリング＝フォーグラー自然公園の真ん中にあたるノイハウスおよびジールバーボルンのホッホゾリング山やボーデンヴェルダーおよびポレのヴェーザー川である。ドイツで最も人気の自転車道であるヴェーザー自転車道が多くのサイクリング客をこの郡へと運んでいる。さらに重要度を増しているのがバイク旅行客である。この地域で、その目的地となるのはフォーグラー地域、オッテンシュタイナー高原、リューラー・シュヴァイツである。

### 交通

#### 鉄道
現在の鉄道旅客交通は、郡内3つの駅（アルテンベーケン - クライエンゼン線のホルツミンデン駅およびシュタットオルデンドルフ駅、ゾリング鉄道のラウエンフェルデ＝ベーヴェルンゲン駅）があるだけである。クライエンゼン行きのホルツミンデンの路線は、さらにDBレギオの列車によってゴスラーまで結ばれている。

#### 道路
郡内を連邦道B64、B83、B240、B241、B497号線およびヨーロッパ自転車道R1号線およびヴェーザー自転車道が通っている。
ニーダーザクセン州統計局の資料によれば、2007年時点の郡内の自動車登録台数は55,784台で、このうち46,443台が乗用自動車である。

#### 公共交通機関
郡内の公共交通機関は南ニーダーザクセン交通連盟 (Verkehrsverbunds Süd-Niedersachsen (VSN))の運賃で運行している。ブラウンシュヴァイク地方バスGmbHは以下の路線バスを運行している。
- 509系統: ホルツミンデン市内バス（リング1とリング2がある）
- 510系統: ホルツミンデン - ジルバーボルン - ノイハウス - フォーレンプラッケン（- アメリト）- ウスラー
- 520系統: ホルツミンデン - ポレ - ボーデンヴェルダー（- ヘーレン - エンマータール - ハーメルン）
- 521系統: ホルツミンデン - ポレ -　ファールブルーフ - オッテンシュタイン - バート・ピルモント
- 528系統: ホルツミンデン - ベーヴェルン - リューレ - ボーデンヴェルダー
- 530系統: ホルツミンデン - ベーヴェルン - シュタットオルデンドルフ - エッシャースハウゼン - ホルツェン - グリューネンプラン
- 531系統: ホルツミンデン - ベーヴェルン - ゴルムバッハ - ホーレンベルク - ネーゲンボルン - シュタットオルデンドルフ
- 540系統: ホルツミンデン - ベーヴェルン - シュタットオルデンドルフ - レネ - フォアヴォーレ - アインベック
- 554系統: ホルツミンデン - リュヒトリンゲン - ボフツェン - フュルステンベルク - デレンタール - ラウエンフェルデ - ベーヴェルンゲン

郡庁所在都市ホルツミンデンには509系統とは別に市バスと呼ばれるバスがある。北リング（501系統）と南リング（502系統）を合わせて40のバス停があり、ほぼ1時間間隔で運行している。
長い間運行されていた210系統のホルツミンデンからゲッティンゲンへのバスは2010年4月以降はウスラー発となり、551系統ホルツミンデン - フォーレンプラッケン - ノイハウス - ジルバーボルン線も同じく2010年4月に廃止された。

### 教育
分散している基礎課程学校の他、ホルツミンデン郡には6つの学校センターがあり、ここにはオリエンテーション段階、本課程・実科学校が統合されている。ホルツミンデンにはカンペ・ギムナジウム、専門ギムナジウムを持つ職業訓練学校、国際的に知られたラントシュールハイム・アム・ゾリング (LSH) がある。ホルツミンデンの専門大学は175年の歴史を有している。伝統的な建築や建設技術の他に建設化学や不動産経済や国際建築の補修学習もできる。2009年から2010年の冬期セミナーには合わせて1001の学生が登録している。

## 市町村
| アインハイツゲマインデ 1. デリヒゼン (Delligsen 7,617)、フレッケン 2. ホルツミンデン (Holzminden 20,217)、市 市町村に属さない地域 - ボフツェン (23.40 km2) - アイメン (12.91 km2) - エッシャースハウゼン (4.92 km2) - グリューネンプラン (22.71 km2) - ホルツミンデン (15.01 km2) - メルクスハウゼン (22.5 km2) - ヴェンツェン (15.84 km2) | ザムトゲマインデとその構成市町村 1. ザムトゲマインデ・ベーヴェルン (Samtgemeinde Bevern 5,815) 1. ベーヴェルン * (Bevern 3,865)、フレッケン 2. ゴルムバッハ (Golmbach 884) 3. ホーレンベルク (Holenberg 397) 4. ネーゲンボルン (Negenborn 669) 2. ザムトゲマインデ・ボーデンヴェルダー＝ポレ (Samtgemeinde Bodenwerder-Polle 14,842) 1. ボーデンヴェルダー * (Bodenwerder 5,618)、市 2. ブレフェルデ (Brevörde 585) 3. ハレ (Halle 1,513) 4. ヘーレン (Hehlen 1,810) 5. ハインゼン (Heinsen 742) 6. ハイエン (Heyen 447) 7. キルヒブラーク (Kirchbrak 947) 8. オッテンシュタイン (Ottenstein 1,220)、フレッケン 9. ペーゲストルフ (Pegestorf 401) 10. ポレ (Polle 1,162)、フレッケン 11. ファールブルーフ (Vahlbruch 397) 3. ザムトゲマインデ・ボフツェン (Samtgemeinde Boffzen 6,595) 1. ボフツェン * (Boffzen 2,591) 2. デーレンタール (Derental 580) 3. フュルステンベルク (Fürstenberg 1,034) 4. ラウエンフェルデ (Lauenförde 2,390)、フレッケン 4. ザムトゲマインデ・エッシャースハウゼン＝シュタットオルデンドルフ (Samtgemeinde Eschershausen-Stadtoldendorf 15,620) 1. アルホルツェン (Arholzen 360) 2. デーンゼン (Deensen 1,406) 3. ディールミッセン (Dielmissen 777) 4. アイメン (Eimen 817) 5. エッシャースハウゼン (Eschershausen 3,568)、市 6. ハイナーデ (Heinade 846) 7. ホルツェン (Holzen 508) 8. レネ (Lenne 672) 9. リューアーディッセン (Lüerdissen 394) 10. シュタットオルデンドルフ * (Stadtoldendorf 5,713)、市 11. ヴァンゲルンシュテット (Wangelnstedt 559) 人口は、2023年12月31日 時点の数値である。 フレッケンは市場開催権など特定の自治権を古くから認められていた町村である。 |

## 引用
1. 1 2 3  Landesamt für Statistik Niedersachsen, LSN-Online Regionaldatenbank, Tabelle A100001G: Fortschreibung des Bevölkerungsstandes, Stand 31. Dezember 2023
2. ↑  Landkreis Holzminden: Wappen,
vergleiche dazu § 2 Absatz 1 der Hauptsatzung des Landkreises Holzminden
in der Fassung der letzten Änderungssatzung vom 30. August 2004
(Genehmigung des Niedersächsischen Ministers des Innern – III 332.408/4 – vom 24. Juli 1950)
3. ↑  § 2 Absatz 2 der Hauptsatzung des Landkreises Holzminden